# پران پرویز
پران پرویز روستایی از توابع بخش مرکزی شهرستان پلدختر در استان لرستان ایران است.

## جمعیت
این روستا در دهستان ملاوی قرار دارد و بر اساس سرشماری مرکز آمار ایران در سال ۱۳۸۵، جمعیت آن ۹۹۶ نفر (۲۱۳ خانوار) بوده‌است. طبق جدیدترین سرشماری جمعیت آن ۱۲۰۰ نفر اعلام شده‌است.